# Авон (Златна обала)
Авон (фр. Avosnes) насеље је и општина у источном делу централне Француске у региону Бургундија-Франш-Конте, у департману Златна обала која припада префектури Монбар.
По подацима из 2011. године у општини је живело 77 становника, а густина насељености је износила 6,67 становника/km². Општина се простире на површини од 11,54 km². Налази се на средњој надморској висини од 400 метара (максималној 552 m, а минималној 368 m).

## Демографија
| 1962. | 1968. | 1975. | 1982. | 1990. | 1999. | 2011. |
| ----- | ----- | ----- | ----- | ----- | ----- | ----- |
| 77    | 92    | 77    | 76    | 66    | 73    | 77    |

График промене броја становника у току последњих година